# 萊希塔爾阿爾卑斯山脈

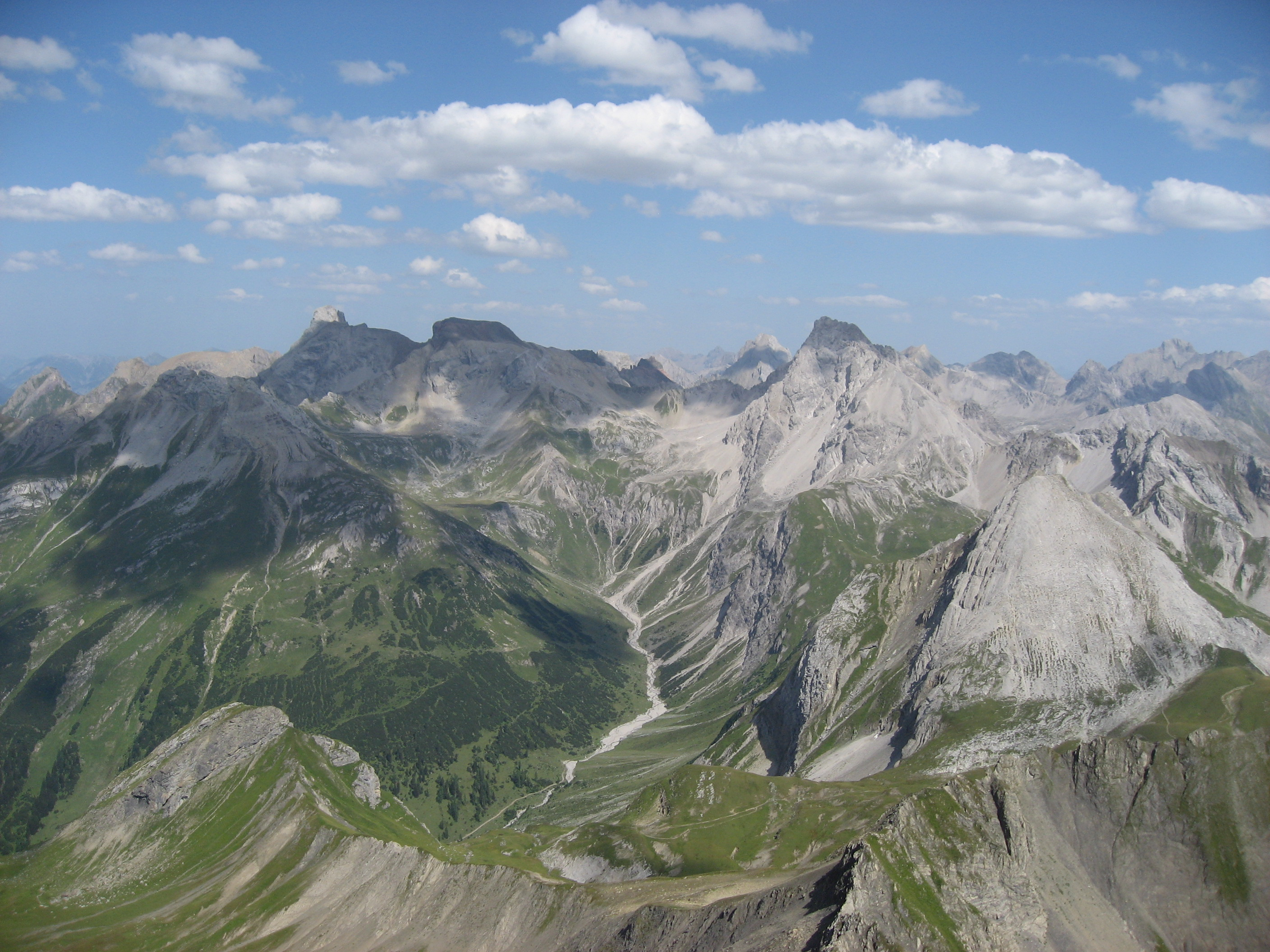

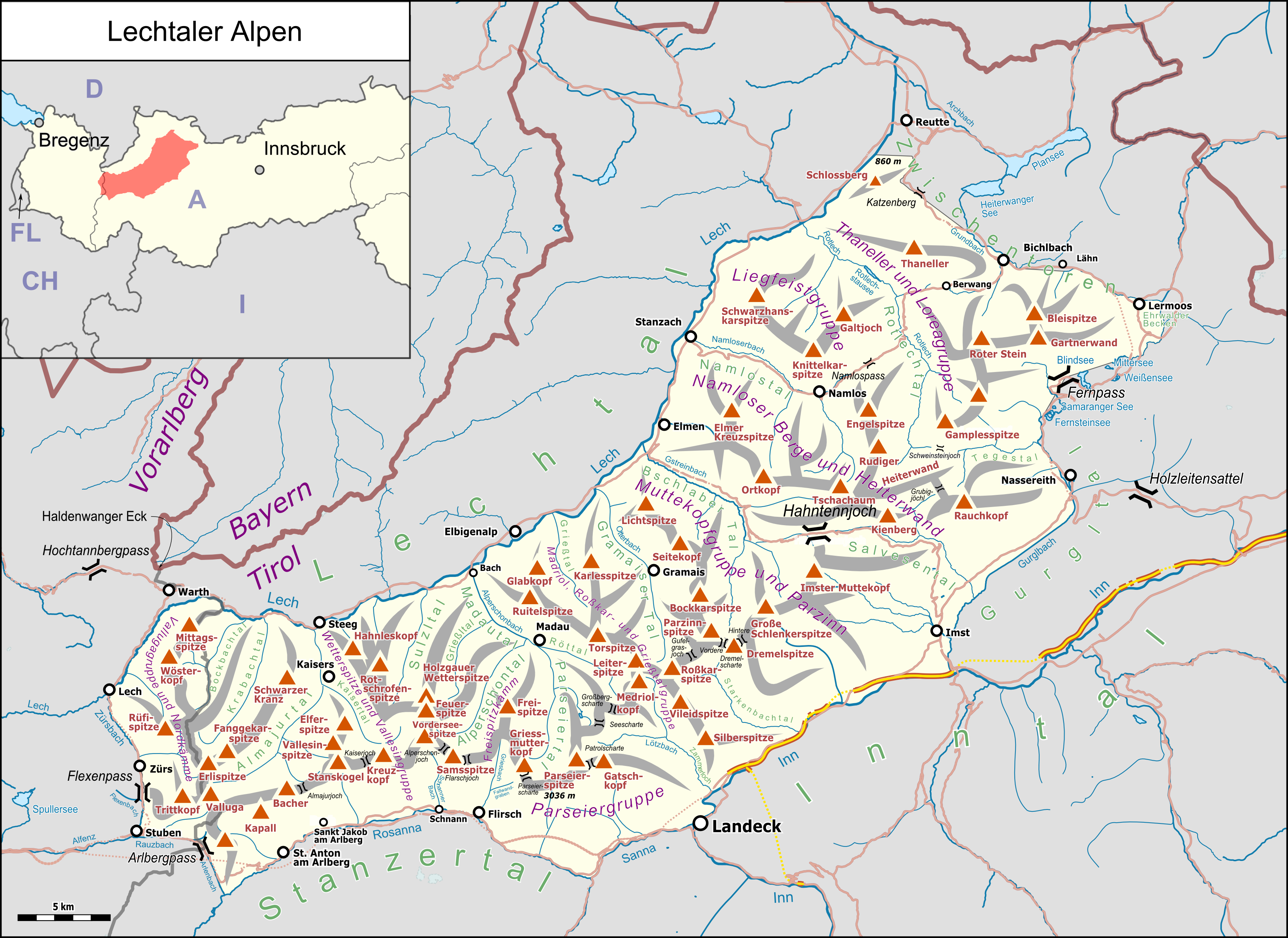

47°10′28″N 10°28′42″E / 47.17444°N 10.47833°E
萊希塔爾阿爾卑斯山脈（德語：Lechtaler Alpen），是奧地利的山脈，位於該國西部，橫跨蒂羅爾州和福拉爾貝格州，屬於阿爾高阿爾卑斯山脈的一部分，最高點是海拔高度3,036米的帕賽爾峰。